# (19981) Bialystock
(19981) Bialystock ist ein Asteroid des äußeren Hauptgürtels, der am 8. Dezember 1989 vom belgischen Astronomen Eric Walter Elst am Saint-Michel-l’Observatoire (IAU-Code K25) in der französischen Region Provence-Alpes-Côte d’Azur in Südfrankreich entdeckt wurde.
Der Asteroid gehört zur Theobalda-Familie, einer Gruppe von Asteroiden, die nach (778) Theobalda benannt und weniger als zehn Millionen Jahre alt ist.
Der Himmelskörper wurde am 1. Juni 2007 nach der polnischen Stadt Białystok benannt, der einzigen Großstadt der polnischen Woiwodschaft Podlachien.